# Tom McBeath
Tom McBeath (Vancouver, 2 maggio 1946) è un attore canadese.

## Carriera
È conosciuto per il suo ruolo nella serie Stargate SG-1, grazie a cui ha vinto tre Jessie Awards.
Dal 2017 al 2024 ha interpretato Smithers, il maggiordomo di casa Lodge, nella serie Riverdale.

## Filmografia parziale

### Cinema
- Uomini al passo (Cadence), regia di Martin Sheen (1990)
- Rischio totale (Narrow Margin), regia di Peter Hyams (1990)
- Timecop - Indagine dal futuro (Timecop), regia di Peter Hyams (1994)
- Colpevole d'innocenza (Double Jeopardy), regia di Bruce Beresford (1999)
- Il grande orso (True Hart), regia di Catherine Cyran (1999)
- Nella morsa del ragno - Along Came a Spider (Along Came a Spider), regia di Lee Tamahori (2001)
- Aliens vs. Predator 2 (AVPR: Aliens vs. Predator - Requiem), regia dei Fratelli Strause (2007)
- Watchmen, regia di Zack Snyder (2009)
- Zampa e la magia del Natale (The Search for Santa Paws), regia di Robert Vince (2010)
- Agente speciale Ruby (Rescued by Ruby), regia di Katt Shea (2022)

### Televisione
- X-Files (The X-Files) – serie TV, 3 episodi (1993-1996)
- Marshal (The Marshall) – serie TV, 2 episodi (1995)
- Oltre i limiti (The Outer Limits) – serie TV, 2 episodi (1995-1998)
- Millennium – serie TV, 2 episodi (1996-1998)
- Stargate SG-1 – serie TV, 11 episodi (1998-2005)
- Just Cause – serie TV, un episodio (2002)
- Saved – serie TV, un episodio (2006)
- Intelligence – serie TV, 10 episodi (2006-2007)
- 4400 (The 4400) – serie TV, 3 episodi (2006-2007)
- Smallville – serie TV, un episodio (2007)
- Blood Ties – serie TV, un episodio (2007)
- Il figlio malvagio (The Bad Son), regia di Neill Fearnley - film TV (2007)
- Supernatural – serie TV, 2 episodi (2007-2013)
- Travelers – serie TV, 2 episodi (2016)
- Van Helsing – serie TV, 2 episodi (2017)
- Riverdale – serie TV, 22 episodi (2017-2022)

## Doppiatori italiani
Nelle versioni in italiano delle opere in cui ha recitato, Tom McBeath è stato doppiato da:
- Stefano Santerini in Saved, Blood Ties
- Pierluigi Astore ne Il figlio malvagio, Detective McLean
- Diego Reggente in X-Files (ep. 1x09)
- Giorgio Locuratolo in X-Files (ep. 2x07)
- Renato Cecchetto in X-Files (ep. 3x18)
- Sergio Matteucci in Incubo ad alta quota
- Davide Marzi in Millennium (ep. 1x06)
- Gianni Williams in Millennium (ep. 3x09)
- Michele Gammino in Stargate SG-1
- Massimo Lodolo ne Il grande orso
- Mario Bombardieri in Just Cause
- Gerolamo Alchieri in Smallville
- Carlo Pantanella in Zampa e la magia del Natale
- Toni Orlandi in Motive
- Marco Balzarotti in Continuum
- Michele Kalamera in Travelers
- Gianni Gaude in Van Helsing
- Enzo Avolio in Riverdale
- Ennio Coltorti in Agente speciale Ruby